# Тая Хатун (квартал)
„Тая Хатун“ (на турски: Taya Hatun) е квартал на Истанбул, разположен в градска околия Фатих. Общата му площ е 0,051 км2. Според данни на Адресната система за регистриране на населението (ABPRS) към 2024 г. населението на „Тая Хатун“ е 85 жители.